# Yusuf Kabadayı
Yusuf Karhan Kabadayı (Múnich, Alemania, 2 de febrero de 2004) es un futbolista alemán que juega como delantero en el F. C. Augsburgo de la 1. Bundesliga.

## Trayectoria
Tras jugar dos temporadas en el Bayern de Múnich II, firmó un contrato profesional de dos años con el Bayern de Múnich el 3 de agosto de 2023.
Inmediatamente fue cedido al F. C. Schalke 04, que había descendido recientemente a la 2. Bundesliga, para la temporada 2023-24, con la opción de convertir el traspaso en permanente al final de la cesión de una temporada.
Tras una temporada en el F. C. Schalke 04 de la 2. Bundesliga, regresó al Bayern de Múnich y el 4 de julio de 2024 fue traspasado definitivamente al también club de la Bundesliga F. C. Augsburgo, firmando un contrato hasta 2028 por una cantidad estimada de 1 millón de euros.

## Selección nacional
Representó a Turquía en las categorías sub-15 y sub-16. A los 17 años, decidió cambiar a la selección juvenil de Alemania, donde jugó en las categorías sub-18 y sub-19. Actualmente juega en la selección alemana sub-20.

## Vida personal
Nacido en Múnich, es de ascendencia turca.

## Estadísticas

### Clubes
Actualizado al último partido disputado el 2 de noviembre de 2024.
| Club                           | Div.          | Temporada     | Liga  | Liga  | Liga   | Copas nacionales | Copas nacionales | Copas nacionales | Copas internacionales | Copas internacionales | Copas internacionales | Total | Total | Total  |
| Club                           | Div.          | Temporada     | Part. | Goles | Asist. | Part.            | Goles            | Asist.           | Part.                 | Goles                 | Asist.                | Part. | Goles | Asist. |
| ------------------------------ | ------------- | ------------- | ----- | ----- | ------ | ---------------- | ---------------- | ---------------- | --------------------- | --------------------- | --------------------- | ----- | ----- | ------ |
| Bayern de Múnich II · Alemania | 4.ª           | 2021-22       | 18    | 4     | 2      | —                | —                | —                | —                     | —                     | —                     | 18    | 4     | 2      |
| Bayern de Múnich II · Alemania | 4.ª           | 2022-23       | 21    | 9     | 2      | —                | —                | —                | —                     | —                     | —                     | 21    | 9     | 2      |
| Bayern de Múnich II · Alemania | Total club    | Total club    | 39    | 13    | 4      | 0                | 0                | 0                | 0                     | 0                     | 0                     | 39    | 13    | 4      |
| F. C. Schalke 04 II · Alemania | 4.ª           | 2023-24       | 2     | 1     | 0      | —                | —                | —                | —                     | —                     | —                     | 2     | 1     | 0      |
| F. C. Schalke 04 II · Alemania | Total club    | Total club    | 2     | 1     | 0      | 0                | 0                | 0                | 0                     | 0                     | 0                     | 2     | 1     | 0      |
| F. C. Schalke 04 · Alemania    | 2.ª           | 2023-24       | 23    | 4     | 0      | 1                | 0                | 0                | —                     | —                     | —                     | 24    | 4     | 0      |
| F. C. Schalke 04 · Alemania    | Total club    | Total club    | 23    | 4     | 0      | 1                | 0                | 0                | 0                     | 0                     | 0                     | 24    | 4     | 0      |
| F. C. Augsburgo · Alemania     | 1.ª           | 2024-25       | 5     | 1     | 0      | 1                | 0                | 1                | —                     | —                     | —                     | 6     | 1     | 1      |
| F. C. Augsburgo · Alemania     | Total club    | Total club    | 5     | 1     | 0      | 1                | 0                | 1                | 0                     | 0                     | 0                     | 6     | 1     | 1      |
| Total carrera                  | Total carrera | Total carrera | 69    | 19    | 4      | 2                | 0                | 1                | 0                     | 0                     | 0                     | 71    | 19    | 5      |